# 双桥镇 (紫阳县)
双桥镇，是中华人民共和国陕西省安康市紫阳县下辖的一个乡镇级行政单位。

## 行政区划
双桥镇下辖以下地区：
双桥街道社区、双河村、庄房村、东垭村、中梁村、金旗村、许家河村、百花村、莲花村、四坪村、常家湾村、香茶村、取宝山村、苗家河村和六河村。